# Militærhistorie
Militærhistorie er en registrering (i skrift eller på anden måde) af begivenheder i den menneskelige historie som falder inden for kategorien konflikt. Dette dækker over alt fra en uoverensstemmelse mellem to stammer til en verdenskrig.